# Verwaltungsgliederung Guinea-Bissaus
Die Verwaltungsgliederung Guinea-Bissaus ist die vertikale administrative Struktur der  Republik Guinea-Bissau. Das Land liegt an der westafrikanischen Küste am Atlantik und besteht zu einem kleinen Teil aus Inseln.
Guinea-Bissau ist in drei Provinzen aufgeteilt, die sich darunter in acht Regionen (Regiões) und einem gleichgestellten autonomen Sektor (Setor autônomo de Bissau) gliedern. Die acht Regionen schließlich werden von insgesamt 38 Sektoren (Setores) gebildet.

## Geschichte

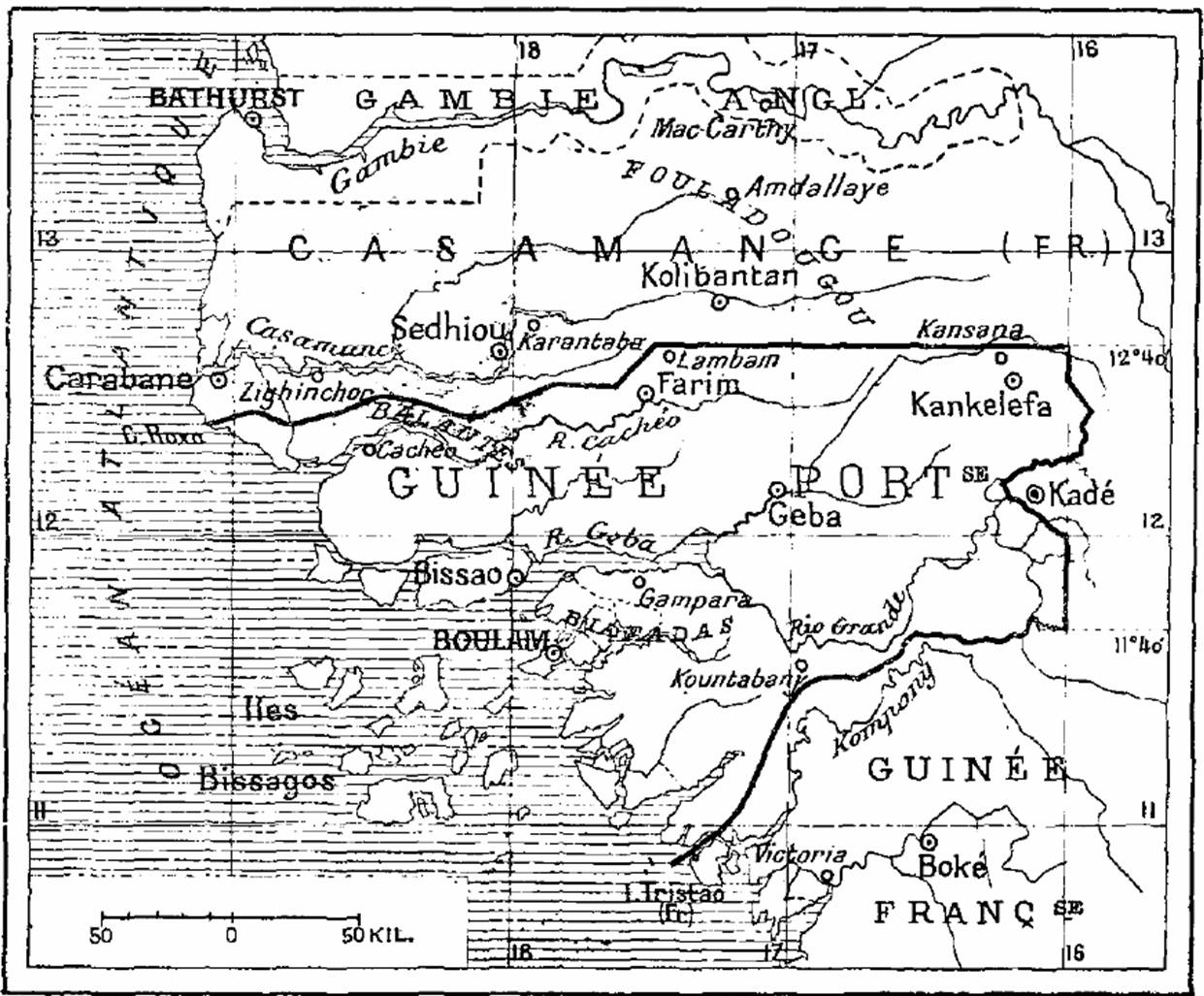
Karte Guinea-Bissaus, 1906

Bis 1879 bildete Portugiesisch-Guinea mit Kap Verde eine gemeinsame Provinz, um seit 1890 eine eigene Provinz zu sein. 1912 wurden die früheren militärischen und lokalen Verwaltungseinheiten zu sieben zivilen Bezirken vereinheitlicht (Bolama, Bissau, Geba, Cacheu, Farim, Buba und Cacine). Diese Struktur wurde 1916 verändert, und fortan gab es in Portugiesisch-Guinea mit Bolama und Bissau zwei Kreise (Concelhos) und neun einfachere Verwaltungsbezirke (Geba, Farim, Cacheu, Buba, Cacine, Bijagós, Brames, Costa de Baixo und Balantas). Bis 1922 war die Zahl der Bezirke auf 14 gestiegen, bevor sie 1927 auf sieben (Cacheu, Canchungo, Farim, Mansoa, Bafatá, Buba und Bubaque) reduziert wurden. Grund waren verbesserte Verbindungen und eine friedlichere Entwicklung zwischen Kolonialherren und den angestammten Einwohnern, so dass die Verwaltung sich zunehmend vereinfachte.
1963 wurde mit dem „politisch-administrativen Status der Provinz Guinea“ (Estatuto Político-Administrativo da Província da Guiné) die Verwaltungsgliederung Portugiesisch-Guineas neu geregelt. So gab es fortan neun eigenständige Kreise (Concelhos): Concelho de Bissau, Concelho de Bissorã, Concelho de Bolama, Concelho de Bafatá, Concelho de Catió, Concelho de Gabu, Concelho de Mansoa, Concelho de Farim und Concelho de Cacheu.
Dazu kamen drei einfachere Verwaltungsbezirke: Circunscrição de Bijagós, Circunscrição de Fulacunda und Circunscrição de São Domingos.
Der 1963 auch in Portugiesisch-Guinea entflammte Portugiesische Kolonialkrieg verlief seit dem Beginn wenig erfolgreich für die portugiesischen Streitkräfte. Zudem bedingt durch die relative Isolation des Landes und der eingeschränkten portugiesischen Präsenz im Landesinneren, konnte die Unabhängigkeitsbewegung PAIGC ihren Machtbereich stetig ausweiten und bereits früh eigene Verwaltungsstrukturen einrichten. 1973 erklärte die PAIGC den Unabhängigkeitskrieg in Guinea-Bissau für gewonnen und das Land für unabhängig. Noch im selben Jahr wurde eine erste Verfassung verabschiedet, die auch die Verwaltungsgliederung grob regelte.
Von allen ehemaligen portugiesischen Kolonien in Afrika zeigt Guinea-Bissau daher die geringsten Ähnlichkeiten zur Verwaltungsgliederung Portugals, wenn auch die neun früheren Kreise in die Verwaltungsgliederung des unabhängigen Guinea-Bissaus übernommen wurden.
Nach der Nelkenrevolution 1974 erkannte auch das demokratische Portugal die Unabhängigkeit Guinea-Bissaus an. Im Rahmen von portugiesisch-guineabissauischer Zusammenarbeit unterstützen portugiesische Institutionen und Behörden seither auch Guinea-Bissau beim Aufbau seiner Behörden (z. B. beim Statistikinstitut von Guinea-Bissau INE), auch im Bereich der Verwaltung. Die fortwährenden Krisen im Land verhinderten jedoch die meisten Projekte.

## Struktur

### Liste der Provinzen
Die Einteilung des Landes in Provinzen stellt die oberste Stufe der Verwaltungsgliederung Guinea-Bissaus dar. Sie entsprechen damit in etwa den NUTS-1-Regionen in Europa, also beispielsweise den Bundesländern in Deutschland. Sie haben jedoch keine wesentliche administrative Bedeutung in Guinea-Bissau.

Die Regionen Guinea-Bissaus

Drei Provinzen bilden das Staatsgebiet Guinea-Bissaus:
- Província Leste (Ost-Provinz), mit der Region Bafatá und der Region Gabú
- Província Norte (Nord-Provinz), mit der Region Biombo, der Region Cacheu und der Region Oio
- Província Sul (Süd-Provinz), mit der Region Bolama, der Region Quinara und der Region Tombali

### Liste der Regionen
Die zweite Stufe der administrativen Gliederung Guinea-Bissaus wird durch die acht Regionen gebildet, in Europa in etwa den NUTS-2-Regionen vergleichbar (beispielsweise in Deutschland die Regierungsbezirke). Der autonome Sektor um die Hauptstadt Bissau ist einer Region gleichgestellt und wird meist als neunte Region geführt.
| Provinz | Region         | ISO-Code | Hauptstadt |
| ------- | -------------- | -------- | ---------- |
| Leste   | Region Bafatá  | GW-BA    | Bafatá     |
| Norte   | Region Biombo  | GW-BM    | Quinhámel  |
| -       | Bissau*        | GW-BS    | Bissau     |
| Sul     | Region Bolama  | GW-BL    | Bolama     |
| Norte   | Region Cacheu  | GW-CA    | Cacheu     |
| Leste   | Region Gabú    | GW-GA    | Gabú       |
| Norte   | Region Oio     | GW-OI    | Farim      |
| Sul     | Region Quinara | GW-QU    | Buba       |
| Sul     | Region Tombali | GW-TU    | Catió      |

*autonomer Sektor, einer Region gleichgestellt

### Liste der Sektoren
Die acht Regionen Guinea-Bissaus sind in 38 Sektoren aufgeteilt. Sie sind die dritte Stufe der Verwaltungsgliederung Guinea-Bissaus, in etwa den europäischen NUTS-3-Regionen vergleichbar (beispielsweise in Deutschland die Landkreise), In ihrer Bedeutung kommen sie den Concelhos in Portugal am nächsten, und stellen damit die einflussreichste Verwaltungseinheit im Land dar. Gelegentlich wird das Fehlen kleinerer Einheiten unterhalb der großflächigen Sektoren kritisiert, wodurch nur eine ungenügende Bürgernähe und keine effiziente kommunale Verwaltung erreicht würde.
Von den 38 Sektoren sind 37 den acht Regionen untergeordnet, während der Sektor Bissau einen autonomen Sektor bildet, der den Regionen gleichgestellt ist.
Als jüngster Sektor wurde 2004 Uno geschaffen, durch Ausgliederung aus den 90 Inseln und Eilande der Region Bolama, die zuvor den Sektoren Caravela und Bubaque zugehörten.
| Provinz (Província) | Region (Região) | Sektor (Setor) |
| ------------------- | --------------- | -------------- |
| Leste               | Region Bafatá   | Bafatá         |
| Leste               | Region Bafatá   | Bambadinca     |
| Leste               | Region Bafatá   | Contuboel      |
| Leste               | Region Bafatá   | Galomaro       |
| Leste               | Region Bafatá   | Gá-Mamudo      |
| Leste               | Region Bafatá   | Xitole         |
| Leste               | Region Gabú     | Madina do Boé  |
| Leste               | Region Gabú     | Gabú           |
| Leste               | Region Gabú     | Pirada         |
| Leste               | Region Gabú     | Pitche         |
| Leste               | Region Gabú     | Sonaco         |
| Norte               | Region Biombo   | Quinhamel      |
| Norte               | Region Biombo   | Prábis         |
| Norte               | Region Biombo   | Safim          |
| Norte               | Region Cacheu   | Bigéne         |
| Norte               | Region Cacheu   | Bula           |
| Norte               | Region Cacheu   | Cacheu         |
| Norte               | Region Cacheu   | Caió           |
| Norte               | Region Cacheu   | Canchungo      |
| Norte               | Region Cacheu   | São Domingos   |
| Norte               | Region Oio      | Bissorã        |
| Norte               | Region Oio      | Farim          |
| Norte               | Region Oio      | Mansabá        |
| Norte               | Region Oio      | Mansôa         |
| Norte               | Region Oio      | Nhacra         |
| Sul                 | Region Bolama   | Bolama         |
| Sul                 | Region Bolama   | Caravela       |
| Sul                 | Region Bolama   | Bubaque        |
| Sul                 | Region Bolama   | Uno            |
| Sul                 | Region Quinara  | Buba           |
| Sul                 | Region Quinara  | Empada         |
| Sul                 | Region Quinara  | Fulacunda      |
| Sul                 | Region Quinara  | Tite           |
| Sul                 | Region Tombali  | Bedanda        |
| Sul                 | Region Tombali  | Catió          |
| Sul                 | Region Tombali  | Cacine         |
| Sul                 | Region Tombali  | Quebo          |
| (autonom)           | (autonom)       | Bissau         |

## Traditionelle Verwaltungsstrukturen
Neben der staatlichen Verwaltungsgliederung hat sich in Guinea-Bissau ein traditionelles System gehalten. Die Régulos sind nach dem Ältesten-Prinzip die lokalen Oberhäupter der 117 traditionellen Verwaltungsbezirke Guinea-Bissaus.
Gleichwohl die Régulos nicht mit administrativen Befugnissen ausgestattet sind, so stellen sie doch tatsächlich wesentliche Pfeiler der Verwaltung Guinea-Bissaus dar. Dies liegt vor allem darin begründet, dass die Präsenz der staatlichen Verwaltung sich auf die städtischen Gebiete der Sektoren beschränkt, und die ländliche Bevölkerung weiter auf die administrative und juristische Hilfe der Régulos angewiesen ist. Daher stützt sich auch die staatliche Verwaltung auf die Régulos, um die ländliche Bevölkerung abseits der Hauptorte der Sektoren zu erreichen, etwa im Vorfeld von Wahlen. Zu solchen Anlässen finden Versammlungen aller Régulos statt.